# 博朗
百靈公司（德語：Braun GmbH）為一間於1921年創立于德國陶努斯山区克龙贝格的公司，主要的產品是家用电器。
百靈在全球主要发达国家，如德国、日本、美国和中国都设有自己的公司，全球员工超过7500人。产品包括10大类200多种小家电产品，涉及电动剃须刀、电动口腔护理产品、脱毛器、食品加工器、咖啡机、电熨斗、耳朵测温计、护发设备、时钟、手表和计算器。
1967年百靈公司被吉列公司收購為子公司。2005年，吉列公司被寶潔公司（P&G）收購，百靈公司也成為宝洁公司的子公司。2012年，宝洁公司与迪朗奇公司达成协议，授权德龙公司经营博朗旗下的厨房小家电业务。寶潔亦授權Kaz公司以及Zeon公司生產博朗人體測計儀、計算機以及鐘錶。現時博朗公司集中研發及生產個人護理工具。

## 歷史
由機械技師Max Braun於1921年創立。當時是一家小型工程店，位於法蘭克福。到1923年，開始設置工場生產零組件。由於規模不斷擴大，到1929年，再擴展至生產收音機成品。
二次大戰後開始擴充產品線，於1950年代開始生產電動刮鬍刀。1963年開始打入美國市場。1970年代起，陸續生產咖啡機、電熨斗等小型電器。

## 產品
- 電動刮鬍刀
- 電動牙刷
- 電風筒
- 廚房電器
- 熨斗
- 鐘錶
- 空氣清淨機

## 画廊

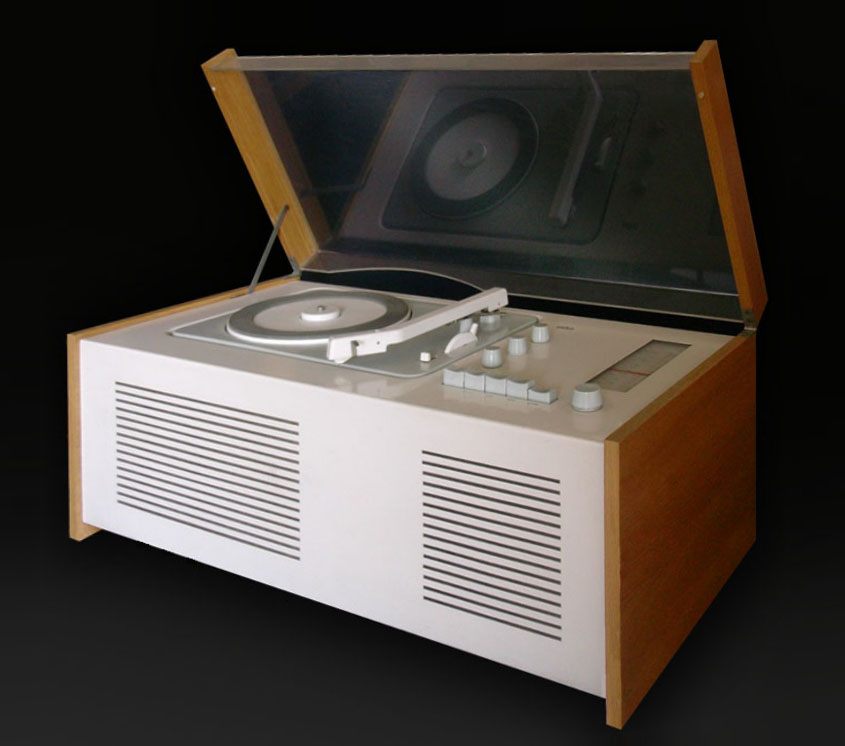
SK-61，1956年
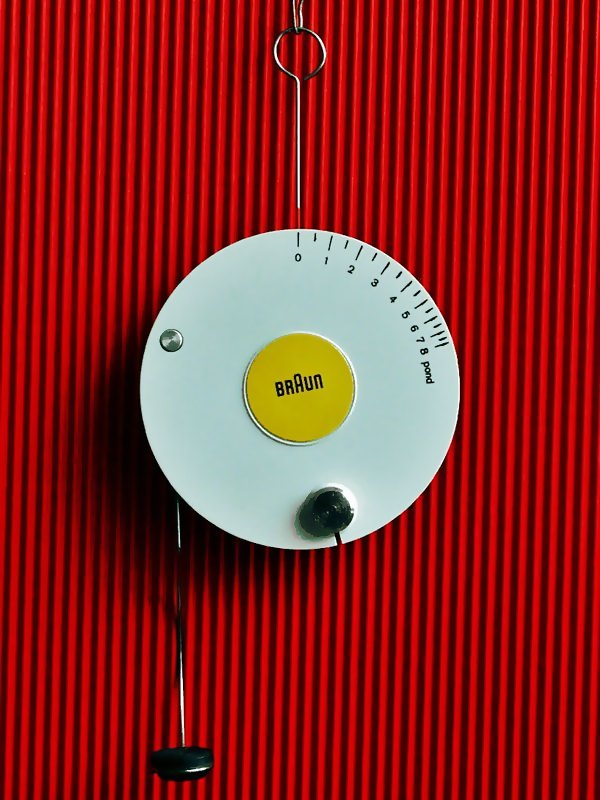
Tonarmwaage，1962年
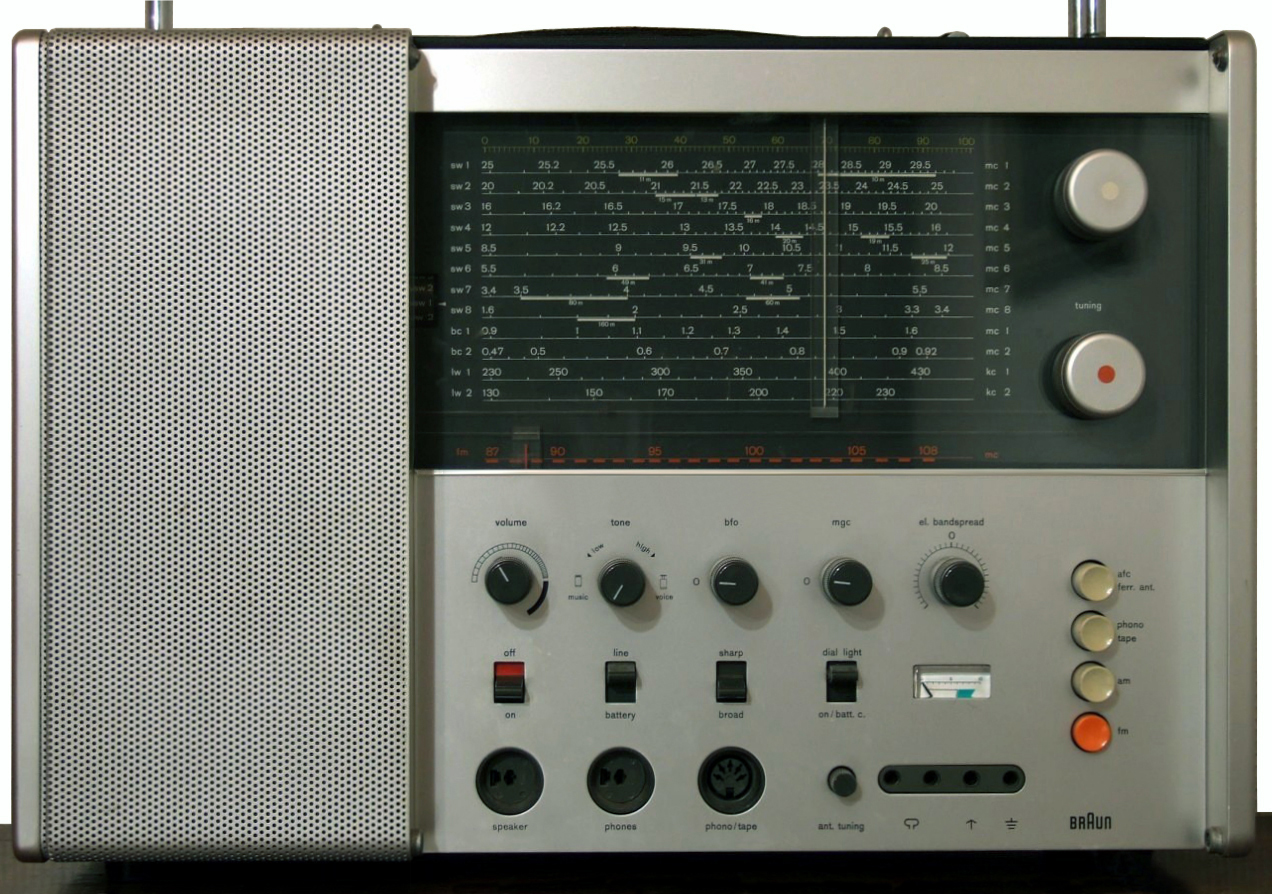
T 1000，1963年 T 1000 CD，1968年
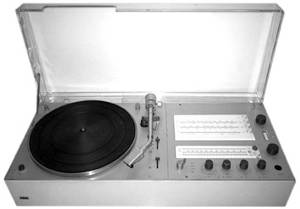
audio310唱機，1971年
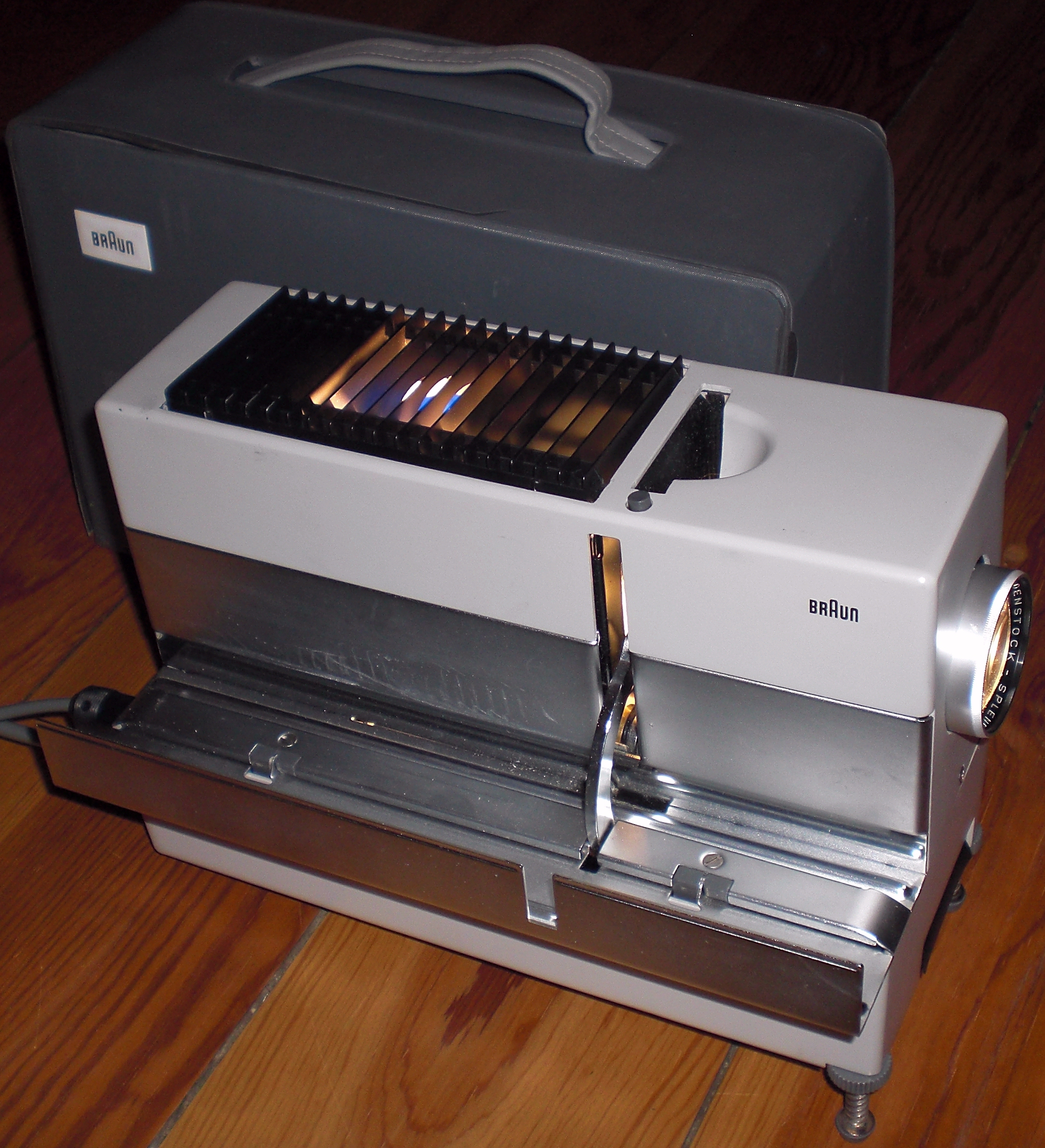
D40幻燈機
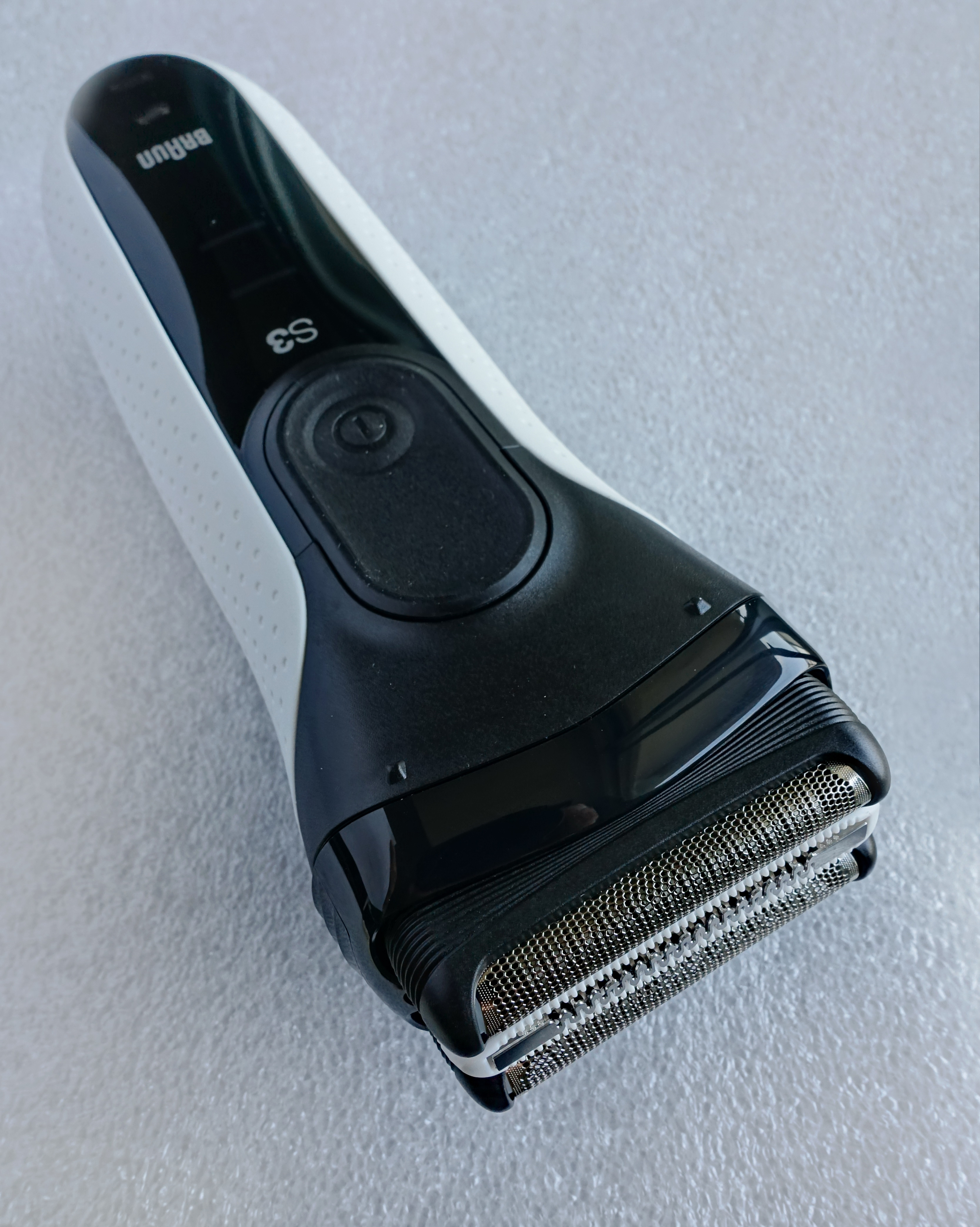
博朗S3往復式電動刮鬍刀

## 外部連結
- Braun （页面存档备份，存于）
- 博朗的Facebook專頁
- Braun香港 （页面存档备份，存于）
- Braun香港的Facebook專頁
- 博朗的X（前Twitter）
- YouTube上的博朗頻道